# Hathras
Hathras (hindi : हाथरस, urdú: ہاتھرس) és una ciutat i municipalitat de l'Índia, a l'estat d'Uttar Pradesh, capital del districte d'Hathras (també districte de Mahamaya Nagar). Està a 29 km d'Agra. La seva població el 1901 era de 42.578 habitants i el 2001 de 123.243 habitants; en altres censos donava: 1872 amb 23.589, 1881 amb 34.932, i 1891 amb 39.181. Està situada a 27° 36′ N, 78° 03′ E / 27.6°N,78.05°E
Estava dominada per un cap jat el fort del qual, avui en ruïnes, encara existeix. El principat jat d'Hathras fou dominat pels britànics el 1803, però el sobirà local (talukdar) Daya Ram, de la mateixa família que el raja de Mursan, va donar diverses proves d'insubordinació i el 1817 els britànics van enviar una expedició dirigida pel major general Marshall, que el va assetjar a la seva fortalesa fins que després d'uns dies, un fort bombardeig va destruir la meitat de la guarnició i el fort es va rendir; Daya Ram va fugir de nit mentre la guarnició es rendia.
Sota domini britànic va prosperar ràpidament com a centre comercial. El 1857 va restar tranquil·la sota Chaube Ghansham Das, un tahsildar (governador) cec que finalment fou assassinat pels rebels a Kasganj.